# Sa lotta de Pratobello
Sa lotta de Pratobello (in italiano:La lotta di Pratobello) è un componimento in sardo scritto da Peppino Marotto nel 1969 per inneggiare al risultato ottenuto dalla rivolta popolare antimilitarista, messa in atto col metodo della resistenza nonviolenta dai cittadini di Orgosolo, nota come Rivolta di Pratobello.

## Testo
| «E una lotta de populu gai, naraìan sos bezzos pili canos, chi in bida insoro non l'han bida mai.» | «Ed i vecchi dai capelli bianchi dicevano che in tutta la loro vita, una lotta di popolo così, non l'avevano vista mai» |

## Interpreti
- Tenore di Orgosolo Peppinu Marotto
- Coro Supramonte
- Kenze Neke